# Бредихин, Сергей Леонидович
Серге́й Леони́дович Бреди́хин (26 сентября 1884 — 5 июня 1915) — штабс-ротмистр 9-го гусарского Киевского полка, герой Первой мировой войны.
Из потомственных дворян Таврической губернии.
По окончании Петровского Полтавского кадетского корпуса в 1902 году был уволен на попечение родителей. Позднее поступил в Тверское кавалерийское училище, откуда в 1906 году выпущен был корнетом в 9-й гусарский Киевский полк, с которым и вступил в Первую мировую войну. Был пожалован Георгиевским оружием
За то, что 30 апреля 1915 года, будучи послан в разъезд, при следовании дивизии из Залещиков на гор. Снятынь, заметив у д. Малатинец неприятельский разъезд, высматривающий движение полков, с ядром разъезда, силою 10 коней, стремительно атаковал его и взял целиком в плен; разъезд противника состоял из 12-ти коней, причем начальник разъезда был офицер.
и орденом Святого Георгия 4-й степени
За храбрость и мужество, проявленные им во время переправы через р. Днестр у хут. Выгнанка в ночь с 4 на 5 июня 1915 года, где первым на понтоне со взводом переправился на правый берег р. Днестра, вышел в тыл и фланг отходившим частям противника, затем самым близким огнём и ударом в штыки, способствовал и содействовал операциям десантного отряда, но в это время был смертельно ранен и тут же скончался, запечатлев своею смертью содеянный им подвиг.
Тело его было перевезено в Киев и похоронено в ряду однополчан на Аскольдовой могиле.

## Награды
- Орден Святого Станислава 3-й ст. (ВП 21.03.1913)
- Орден Святой Анны 3-й ст. с мечами и бантом (ВП 2.04.1915)
- Орден Святого Станислава 2-й ст. с мечами (ВП 17.05.1915)
- Орден Святой Анны 4-й ст. с надписью «за храбрость» (ВП 18.11.1915)
- Орден Святого Георгия 4-й ст. (ВП 30.12.1915)
- Георгиевское оружие (ВП 7.02.1916)
- мечи и бант к ордену Св. Станислава 3-й ст. (ВП 26.04.1916)